# Вридел
Вридел (њем. Wriedel) општина је у њемачкој савезној држави Доња Саксонија. Једно је од 29 општинских средишта округа Илцен. Према процјени из 2010. у општини је живјело 2.519 становника. Посједује регионалну шифру (AGS) 3360029.

## Географски и демографски подаци
Вридел се налази у савезној држави Доња Саксонија у округу Илцен. Општина се налази на надморској висини од 64 метра. Површина општине износи 104,5 km². У самом мјесту је, према процјени из 2010. године, живјело 2.519 становника. Просјечна густина становништва износи 24 становника/km².